# Federazione di pallamano della Slovenia
La Federazione di pallamano della Slovenia (sloveno: Rokometna Zveza Slovenije) è l'ente che governa la pallamano in Slovenia.

È stata fondata nel 1992 ed è affiliata alla International Handball Federation e alla European Handball Federation.

La federazione assegna ogni anno il titolo di campione di Slovenia e le coppe nazionali sia maschili sia femminili.

Controlla e organizza l'attività delle squadre nazionali.

La sede amministrativa della federazione è a Lubiana.

## Squadre nazionali
La federazione controlla e gestisce tutte le attività delle squadre nazionali slovene.
- Nazionale di pallamano maschile della Slovenia
- Nazionale di pallamano femminile della Slovenia

## Competizioni per club
La federazione annualmente organizza e gestisce le principali competizioni per club del paese.
- Campionato sloveno di pallamano maschile
- Campionato sloveno di pallamano Femminile
- Coppa di Slovenia di pallamano maschile
- Coppa di Slovenia di pallamano femminile
- Supercoppa di Slovenia di pallamano maschile
- Supercoppa di Slovenia di pallamano femminile